# Sông Jefferson
Sông Jefferson là một nhánh của sông Missouri, dài 134 km, hoàn toàn nằm trong tiểu bang Montana ủa Hoa Kỳ. Sông Jefferson và sông Madison chính là đầu nguồn của Missouri tại Công viên bang Missouri Headwaters gần thành phố Three Fork, hạt Gallatin.
Từ các thung lũng rộng lớn đến một hẻm núi hiểm trở chật hẹp, sông Jefferson chảy qua nhiều khu vực có sự đa dạng địa chất, ở nơi ấy có một số loại đá cổ xưa và cũng trẻ nhất của Bắc Mỹ và sự đa dạng của các biến chất và trầm tích.
Khu vực này chỉ có người Mỹ bản địa sinh sống cho đến nay và không một bộ tộc nào độc quyền sông Jefferson từ khi Cuộc thám hiểm của Lewis và Clark lần đầu tiên được diễn ra vào năm 1805. Ngày nay, sông Jefferson vẫn giữ được nhiều cảnh đẹp và sự đa dạng sinh học từ thời của Lewis và Clark, nhưng vẫn bị đe dọa bởi các vấn đề ô nhiễm nguồn nước và lấn chiếm đất.

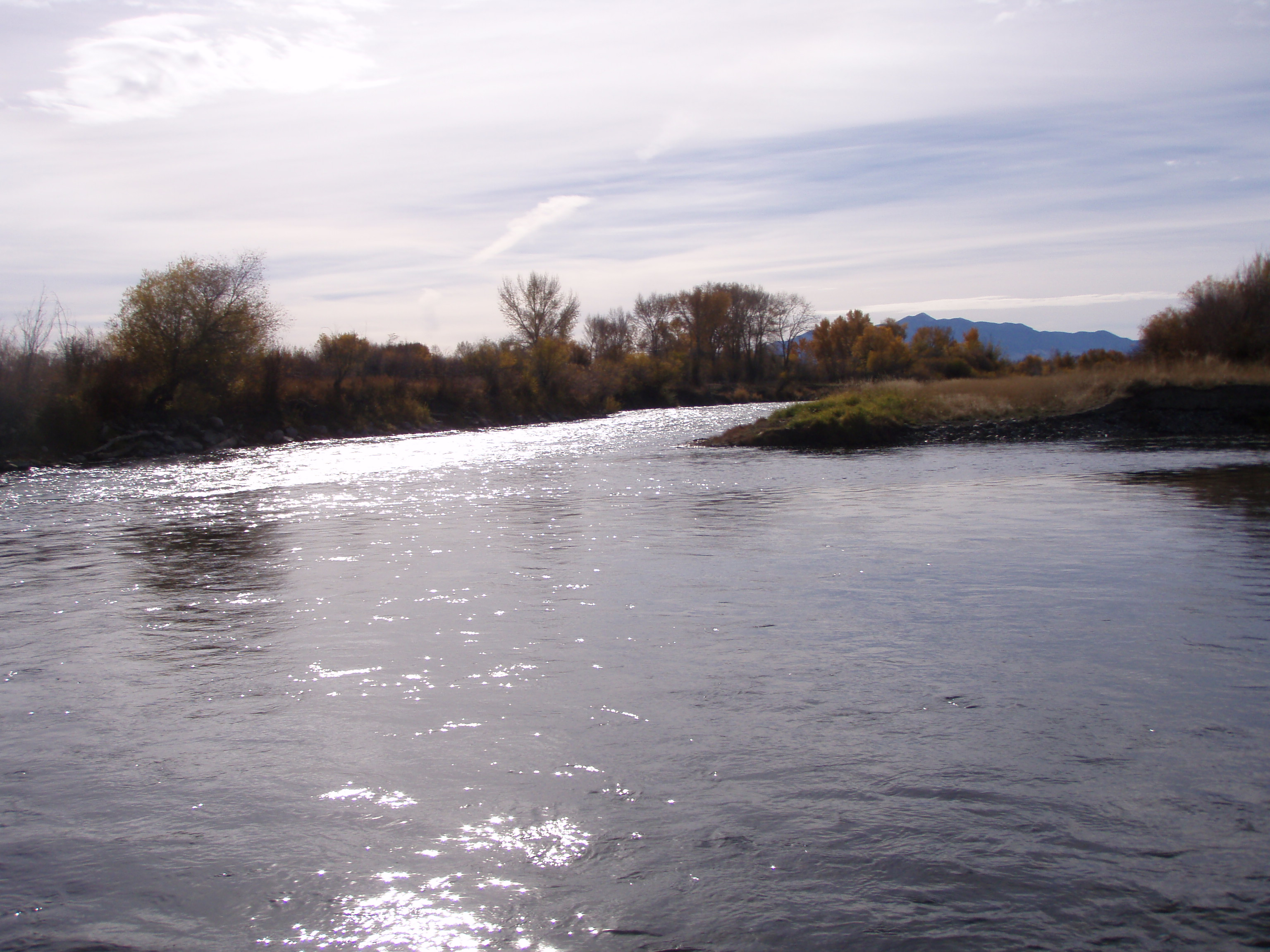
Nơi 2 dòng sông Beaverhead và Big Hole hợp lại thành sông Jefferson